# Коламбус Тауншип (округ Воррен, Пенсільванія)
Коламбус Тауншип (англ. Columbus Township) — селище (англ. township) в США, в окрузі Воррен штату Пенсільванія. Населення — 1604 особи (2020).

## Демографія
Згідно з переписом 2010 року, у селищі мешкали 2034 особи в 785 домогосподарствах у складі 563 родин. Було 896 помешкань
Расовий склад населення:
| - 98,4 % — білих - 0,3 % — азіатів - 0,2 % — вихідців з тихоокеанських островів - 0,1 % — чорних або афроамериканців |

До двох чи більше рас належало 0,8 %. Частка іспаномовних становила 0,6 % від усіх жителів.
За віковим діапазоном населення розподілялося таким чином: 22,4 % — особи молодші 18 років, 62,4 % — особи у віці 18—64 років, 15,2 % — особи у віці 65 років та старші. Медіана віку мешканця становила 43,6 року. На 100 осіб жіночої статі у селищі припадало 100,4 чоловіків;  на 100 жінок у віці від 18 років та старших — 97,7 чоловіків також старших 18 років.
Середній дохід на одне домашнє господарство  становив 54 208 доларів США (медіана — 48 646), а середній дохід на одну сім'ю — 60 603 долари (медіана — 57 788). Медіана доходів становила 41 319 доларів для чоловіків та 27 750 доларів для жінок. За межею бідності перебувало 14,8 % осіб, у тому числі 22,0 % дітей у віці до 18 років та 7,9 % осіб у віці 65 років та старших.
Цивільне працевлаштоване населення становило 839 осіб. Основні галузі зайнятості: освіта, охорона здоров'я та соціальна допомога — 29,8 %, виробництво — 26,1 %, роздрібна торгівля — 9,7 %, науковці, спеціалісти, менеджери — 7,6 %.